# Вудлон (округ Ферфакс, Вирџинија)
Вудлон (енгл. Woodlawn, Fairfax County) насељено је место без административног статуса у америчкој савезној држави Вирџинија.

## Демографија
По попису из 2010. године број становника је 20.804.
| Група             | 2000.    | 2010.         |
| Белци             | 0 (0,0%) | 4.101 (19,7%) |
| Афроамериканци    | 0 (0,0%) | 6.997 (33,6%) |
| Азијати           | 0 (0,0%) | 1.675 (8,1%)  |
| Хиспаноамериканци | 0 (0,0%) | 7.590 (36,5%) |
| Укупно            | 0        | 20.804        |